# Torre prigione
La Torre prigione è un'antica struttura militare di Thiesi, in provincia di Sassari. Nata come edificio difensivo del centro abitato, venne in seguito inglobata nel palazzo ducale dei feudatari Manca, che fu demolito dai rivoluzionari a fine Settecento. Convertita in carcere, è oggi un monumento aperto al pubblico grazie all'attività di un'associazione culturale.

## Storia
L'edificio è frutto di un cantiere databile tra il XV e il XVI secolo, a cui sono seguiti numerosi interventi fino all'Ottocento. In seguito alla conquista della Sardegna da parte degli Aragona, il territorio di Thiesi, conosciuto come Marchesato di Montemaggiore, divenne feudo dei Manca. Questi, a protezione del lato orientale del centro abitato, costruirono una torre di forma circolare che potesse proteggere l’unico ingresso al paese, all'epoca collocato lungo la ripida scalinata che giungeva dalla chiesa di San Giovanni.
I Manca concentrano in questa zona di Thiesi (il quartiere di “Sas Rochitas”, nucleo originale dell'abitato) il cuore istituzionale del feudo, edificando la nuova parrocchiale di Santa Vittoria a nord e la casa ducale a sud, controllando di fatto tutto il centro abitato. La residenza, fortificata naturalmente per mezzo di pareti di roccia a strapiombo, occupava una parte dell’attuale edificio comunale, mentre la piazza antistante doveva essere più ampia.
Nel XVII secolo, mutato il contesto sociale e politico, la torre iniziò a perdere la primitiva funzione difensiva e, probabilmente, iniziò a essere usata come luogo di detenzione. In questi anni si data la definitiva e attuale sistemazione dell'edificio, con l’annessione di alcuni ambienti alla base tra cui una sala con volta a botte creata per accogliere i carcerieri.
Negli ultimi anni del Settecento avvennero una serie di rivolte antifeudali in tutta la Sardegna. A Thiesi, i popolani attaccarono il palazzo ducale dei Manca, che venne incendiato e poi praticamente atterrato. Tuttavia, inspiegabilmente, la torre si salvò dalla distruzione, forse proprio perché impiegata dai rivoluzionari per imprigionare i funzionari di palazzo.
Nei primi decenni dell'Ottocento lo Regno di Sardegna istituisce nel paese la Pretura Mandamentale con l’annessa Prigione zonale. Anche in questa occasione il complesso fu sottoposto ad alcune modifiche strutturali di adeguamento alla funzione di carcere.
L'edificio è stato in seguito privato della funzione carceraria, restaurato e infine aperto al pubblico grazie all'attività di un'associazione culturale.

## Descrizione
L’edificio odierno, solido e austero, è probabilmente solo una parte della torre originale, che poteva essere leggermente più alta come testimoniano i brani murari lungo la circonferenza superiore. Realizzata in pietra locale, è quasi interamente schermata dagli edifici che le si sono addossati nei secoli, restando visibile in piena altezza solo sul lato ovest. Il palazzo ducale al quale era stata annessa, invece, è scomparso con le demolizioni dei rivoluzionari ed è oggi noto solo a livello archeologico.